# Renaud III., burgundski grof
Renaud III. († 1148.) bio je burgundski grof, sin i nasljednik Stjepana I. Burgundskog. Renaudova majka bila je Beatricija Lorenska, grofica Burgundije. 
Naziv regije Franche-Comté dolazi od Renaudovog naslova franc-compte, što znači „slobodni grof”.
Oko 1130., Renaud se oženio Agatom Lorenskom te je njihova kći bila grofica Beatrica I. Burgundska.